# Sociedad de Críticos de Cine en Línea
La Sociedad de Críticos de Cine Online —en inglés: Online Film Critics Society (OFCS)— es una organización profesional conformada por diversos críticos de cine de Estados Unidos, Canadá, Europa, América Latina y del Asia Pacífico que publican sus ensayos, entrevistas y críticas a través de Internet. En enero de cada año —y desde su formación en 1997—, sus asociados realizan una votación con el fin de entregar el denominado Online Film Critics Society Award o OFCS Awards, que está destinado a premiar a las mejores películas estrenadas entre el 1 de enero y el 31 de diciembre de cada año.

## Categorías
Las categorías que considera el galardón son las siguientes: 
- Mejor película
- Mejor película animada
- Mejor director
- Mejor actor
- Mejor actriz
- Mejor actor de reparto
- Mejor actriz de reparto
- Mejor guion adaptado
- Mejor guion original
- Mejor montaje
- Mejor fotografía
- Mejor película en lengua no inglesa y
- Mejor documental.[2]